# Маттіас Манасі
Маттіас Манасі (26 грудня 1969, Берлін, Німеччина) — німецький диригент і піаніст. З 2017 по 2021 рік був музичним керівником і головним диригентом Нікель сіті опера  (англ. Nickel City Opera)  в Баффало (Нью-Йорк (штат), США).

## Біографія

### Ранні роки
Маттіас Манасі народився в сім'ї музикантів і професорів університету, навчався грі на Фортепіано з трьох і гри на скрипці з восьми років. У віці 10 років він дебютував як Піаніст, а в 10 років вирішив стати диригентом оркестру.

### Освіта
Маттіас Манасі вивчав диригування в Штутгартська вища школа музики і театру у Томаса Унгара, який закінчив з відзнакою за спеціальністю 
диригування. Він вивчав 
Фортепіано в Штутгартська вища школа музики і театру і у Анджея Ратусінкського, потім у Кармен Піацціні у Вищій школі музики Карлсруе, який закінчив з відзнакою за спеціальністю «Фортепіано». Також його вчителями та наставниками диригування були Карла Остеррайхера, Фердинанд Ляйтнер, Гельмут Ріллінг, Сільвен Камбрелінг, Курт Мазур, Георг Тінтнер, Джанлуїджі Гелметті та Йорма Панула. Будучи студентом, він був асистентом Гайнц Голліґер, Манфреда Хонека та Мігеля Анхеля Гомеса Мартінеса. Під час навчання працював асистентом диригента в Державному театрі Штутгарта. Дебют Маттіаса Манасі як диригента  відбувся у віці 19 років з «Історією солдата» Стравинський у театрі Вільгельми в Штутгарт.

## Життєвий і творчий шлях
Маттіас Манасі розпочав свою диригентську кар'єру як диригент (Капельмейстер) у Кільській опері в 
Кілі та в Державному театрі Ольденбурга і рано придбав великий оперний і концертний репертуар.
Дебютував як диригент в опері в 1995 році з Бал-маскарад по Джузеппе Верді в Сілезькому театрі Опава (Чехія). Також у Сілезькому театрі Опава він диригував як запрошений диригент у 1995/96 роках Богема по Джакомо Пуччіні, Дон Жуан і Чарівна флейта по Вольфганг Амадей Моцарт. Маттіас Манасі диригував як запрошений диригент у Клагенфуртському міському театрі, Бременському театрі, Лейпцизькій опері, Галле Опері, Брауншвейзькому державному театрі, Кассельському державному театрі, Німецька опера Берлін,
Марсельська Опера, Театр Соліс, Великий театр (Teatr Wielki — Opera Narodowa) у Варшаві, Познанський оперний театр у Астана-Опера.
З 2000 по 2013 рік він був головним диригентом Orchestra Camerata Italiana в Неапольі, Італія (з 2010 року також художнім керівником), а з 2010 по 2013 рік — музичним директором Міжнародного фестивалю Punta Classic в Монтевідео, Уругвай.
З 2013 по 2016 рік був диригентом Вроцлавська Опера у Вроцлав, Польща
.
У 2016 році він співпрацював як диригент у Лейпцизькій опері, Познанський оперний театр та Оперному театрі Галле.
З 2017 по 2021 рік був музичним керівником і головним диригентом Нікель сіті опера в Баффало (штат Нью-Йорк, США). Він був головним диригентом оркестру «I Solisti di Milano».
Він диригував як гостьові оркестри, такі як Мюнхенський радіооркестр, Гельсінський філармонічний оркестр, Симфонічний оркестр Вантаа, Симфонічний оркестр SWR, Казахський державний філармонічний оркестр, Нюрнберзький симфонічний оркестр, Гамбурзький симфонічний оркестр, Württembergische Philharmonie Reutlingen, Vienna Mozart Orchestra, Orchestra Sinfonica di Roma, Philharmonie Baden-Baden, Bach-Collegium Stuttgart, Adana State Symphony Orchestra, Національний оркестр Радіо Румунії, Orquestra Sinfônica do Rio Grande do Norte, Orchestra Sinfonica do Teatro Nacional Claudio Santoro, Montevideo Philharmonic Orchestra, Orchestra Sinfonica Metroplitana di Bari, Ганноверський державний оркестр Нижньої Саксонії, Orchestra Filarmonicii din Ploiești, Slovak Sinfonietta, Sanremo Symphony Orchestra, Мекленбурзький державний оркестр Шверіна, Берлін Камерата, Orquestra Filarmonia das Beiras, Симфонічний оркестр Південної Аризони, Лієпайський симфонічний оркестр.
Манасі також проводить живі концерти з кіномузикою з музикою з «Гаррі Поттера» (серія фільмів) композитора Джона Вільямса, яка випущена CineConcerts у співпраці з Warner Bros..
Маттiас Манасі диригував численними світовими прем'єрами. У 2012 році Маттіас Манасі диригувавсвітовою прем'єрою ораторії Козімо Мінікоцці «Пристрасті падре Піо да П'єтрельчіна» з Італійським камерним оркестром. У квітні 2022 року відбулася світова прем'єра Концерту для скрипки з оркестром Артура Оренбурзького у виконанні Маттіаса Манасі, Казахського державного філармонійного оркестру та скрипальки Аїди Аюпової у Казахській державній філармонії в Алмати.
8 грудня 2017 року, Маттіас Манасі провів трансльований по всьому світу, концерт пам’яті короля Румунії Міхая I, разом з Національним оркестром Румунського радіо Національним оркестром Румунського радіо в залі Румунського Інтернаціонального Радіо в Бухаресті.
Поряд з диригентською діяльністю він часто виступає як концертуючий піаніст, співпрацюючи з оркестрами міжнародного значення. 5 березня 2016 року Матіас Манасі відкрив 24-й Лієпайський міжнародний фестиваль зірок у новому Великому бурштиновому концертному залі з Лієпайським симфонічним оркестром у ролів диригента та піаніста. У листопаді 2009 року він акомпанував Меццо-сопрано Лаурі Бріол на роялі Steinway Ріхарда Вагнера на концерті на віллі Ванфрід у Байройті.
Маттіас Манасі записав численні твори для Радіо, Телебачення та компакт-дисків. 7 квітня 2023 року на лейблі Hänssler Classic було випущено новий Компакт-диск із Матіасом Манасі як диригентом і Словацькою симфонієттою, що містить Симфонії Моцарта № 34–36. Маттіас Манасі є виконавцем звукозапису для лейблу Naxos (компанія).
У січні 2024 року Маттіас Манасі диригував новорічним концертом 2024 року з симфонічним оркестром Селангор у Куала-Лумпур.